# Босий Олександр Любомирович
Олекса́ндр Любоми́рович Бо́сий — солдат 44-ї окремої артилерійської бригади Збройних сил України, учасник російсько-української війни.

## Життєпис
Проживав у Київській області. Мобілізований, з вересня 2014-го на Донеччині.
16 січня 2015-го загинув під час обстрілу терористами поблизу села Одрадівки Артемівського району. Тоді ж загинули старший сержант Микола Штанський, солдати Віталій Каракула та Сергій Слобоженко.
Вдома залишилися мати, брат та донька Наталія. Похований 20 січня 2015-го в селі Макалевичі поряд із батьком.

## Нагороди та вшанування
- Указом Президента України № 311/2015 від 4 червня 2015 року, «за особисту мужність і високий професіоналізм, виявлені у захисті державного суверенітету та територіальної цілісності України, вірність військовій присязі», нагороджений орденом «За мужність» III ступеня (посмертно)[1].
- Вшановується в меморіальному комплексі «Зала пам'яті», в щоденному ранковому церемоніалі 16 січня[2][3].